# Maus (GNSS)

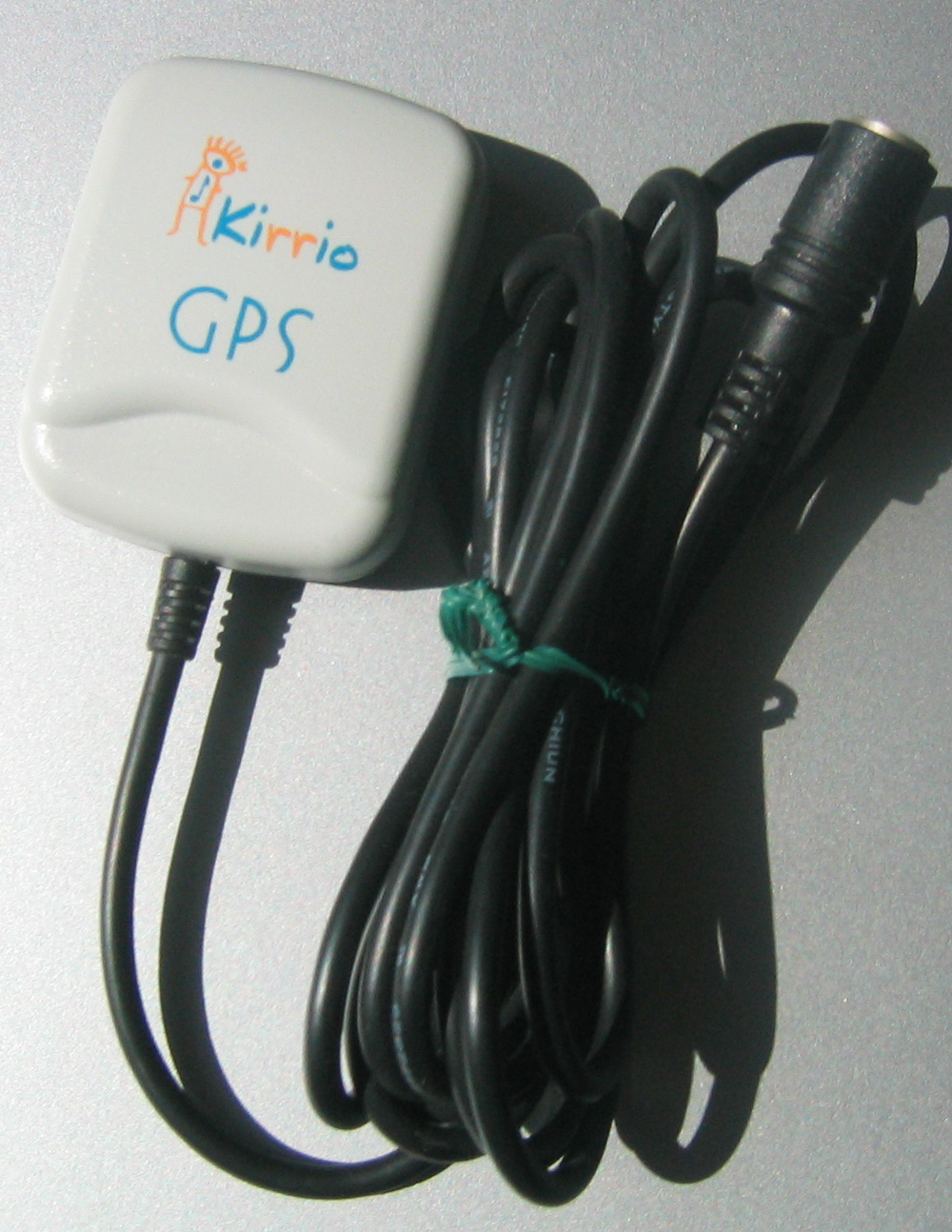
GPS-Maus

Eine Maus für ein globales Navigationssatellitensystem (GNSS) ist ein einfacher Empfänger für Positionsdaten beispielsweise des Global Positioning System (GPS, hier GPS-Maus) oder des GLONASS. Er ist vornehmlich zum Anschluss an mobile Endgeräte wie PDAs und Mobiltelefone konzipiert.
Das Empfangsgerät besteht lediglich aus einer elektronischen Baugruppe, die Daten empfängt und in ein definiertes Datenformat (meist NMEA-Format) wandelt. Die Elektronik befindet sich in einem Kunststoffgehäuse – oft mit einem Permanentmagneten auf der Rückseite zur einfachen Befestigung. Im Gegensatz zu GPS-Empfängern, die für den Einsatz im Freien angeboten werden, besitzt die GNSS-Maus kein Display oder sonstige Komponenten zur Interaktion mit dem Bediener.
Zum Anschluss an das Endgerät besitzt die Maus ein Kabel nebst Stecker in verschiedenen Ausführungen (z. B. USB). Mittlerweile sind auch drahtlose Geräte erhältlich, die beispielsweise mittels Bluetooth-Schnittstelle mit dem Endgerät kommunizieren. Die Stromversorgung der Maus erfolgt entweder über das Endgerät oder mittels eines Y-Kabels durch eine andere Quelle (z. B. Zigarettenanzünder im Auto). In der drahtlosen Variante erfolgt die Stromversorgung häufig durch in die GNSS-Maus integrierte Akkus.
Durch den Anschluss einer Maus ist es möglich, das mobile Endgerät – entsprechende Software vorausgesetzt – als mobiles Navigationssystem zu nutzen.
Oft werden auch GPS-Logger als GPS-Mäuse bezeichnet. Dabei handelt es sich um Geräte, die Daten eigenständig aufzeichnen, aber nur rudimentär anzeigen. Die Datenauswertung erfolgt an einem Rechner, nachdem die gespeicherten Daten dorthin überspielt wurden.